# Eschweilera rabeliana
Eschweilera rabeliana é uma espécie de lenhosa da família Lecythidaceae.
Apenas pode ser encontrada no seguinte país: Brasil, no Amapá, Amazônia.
Está ameaçada por perda de habitat.